# Mompha lychnopis
Mompha lychnopis é uma espécie de mariposa do gênero Mompha pertencente à família Coleophoridae.